# La Torre de l'Espanyol

Bandera (no oficial) de la Torre de l'Espanyol

La Torre de l'Espanyol és un municipi de la comarca de la Ribera d'Ebre.
El topònim prové de la donació feta el 1175 a una persona dita Espanyol o Espaniol, nom d'origen occità.

## Geografia
- Llista de topònims de la Torre de l'Espanyol (Orografia: muntanyes, serres, collades, indrets..; hidrografia: rius, fonts...; edificis: cases, masies, esglésies, etc).

El poble de la Torre de l'Espanyol (164 m d'altitud) és a l'esquerra del riu de la Torre, allargassat a migdia de la carretera de Vinebre i esglaonat als vessants septentrionals de la serra del Tormo. Els carrers són estrets i costeruts i hi ha molts edificis datats el darrer terç del segle xviii. Moltes de les cases són usades com a segona residència. L'església parroquial, dedicada a sant Jaume, fou acabada el 1787 i és de tradició barroca, amb façana acabada en un frontó ondulat i portal emmarcat per columnes i una fornícula al capdamunt.
El municipi, d'una extensió de 27,9 km², és situat a la part septentrional de la comarca, a l'esquerra de l'Ebre i aigua amunt del pas de l'Ase. A llevant limita amb els termes de Cabassers (NE), la Figuera i el Molar (SE), tots tres de la comarca del Priorat.
Al S el termenal separa el municipi del de Garcia i a ponent i tramuntana hi ha la divisòria amb Vinebre. A la part més occidental el terreny és planer, però la resta, especialment al SE, és força accidentada pels vessants septentrionals de la serra del Tormo (523 m), la carena de la qual fa de divisòria amb el municipi de Garcia. A la part de tramuntana (i del NW) el terme és accidentat per la serra del Rovelló (464 m), que va davallant en alçada conforme s'acosta a l'Ebre (tossal de Canta-ranes, 238 m). El municipi és drenat per la vall del riu de la Torre, tributària de l'Ebre, que rep diversos barrancs i rierols: la vall de Prats, el barranc dels Canals, el dels Tossals, el dels Colls, per l'esquerra, i el de les Guinardes i el de Piró per la dreta. Algunes partides del municipi són la de la Cova Foradada, la Roureda i la d'Aranit.
El poble de la Torre de l'Espanyol és l'únic nucli de població agrupada del municipi. El terme és travessat de NE a SW per una carretera local que mena a Vinebre, on enllaça amb la C-12 que ve d'Amposta seguint el traçat de l'Ebre i es dirigeix a terres lleidatanes. A l'extrem de llevant del terme la carretera de la Torre de l'Espanyol es bifurca, a l'altura del coll de la Torre, en altres carreteres vers els pobles prioratins.

### Muntanyes

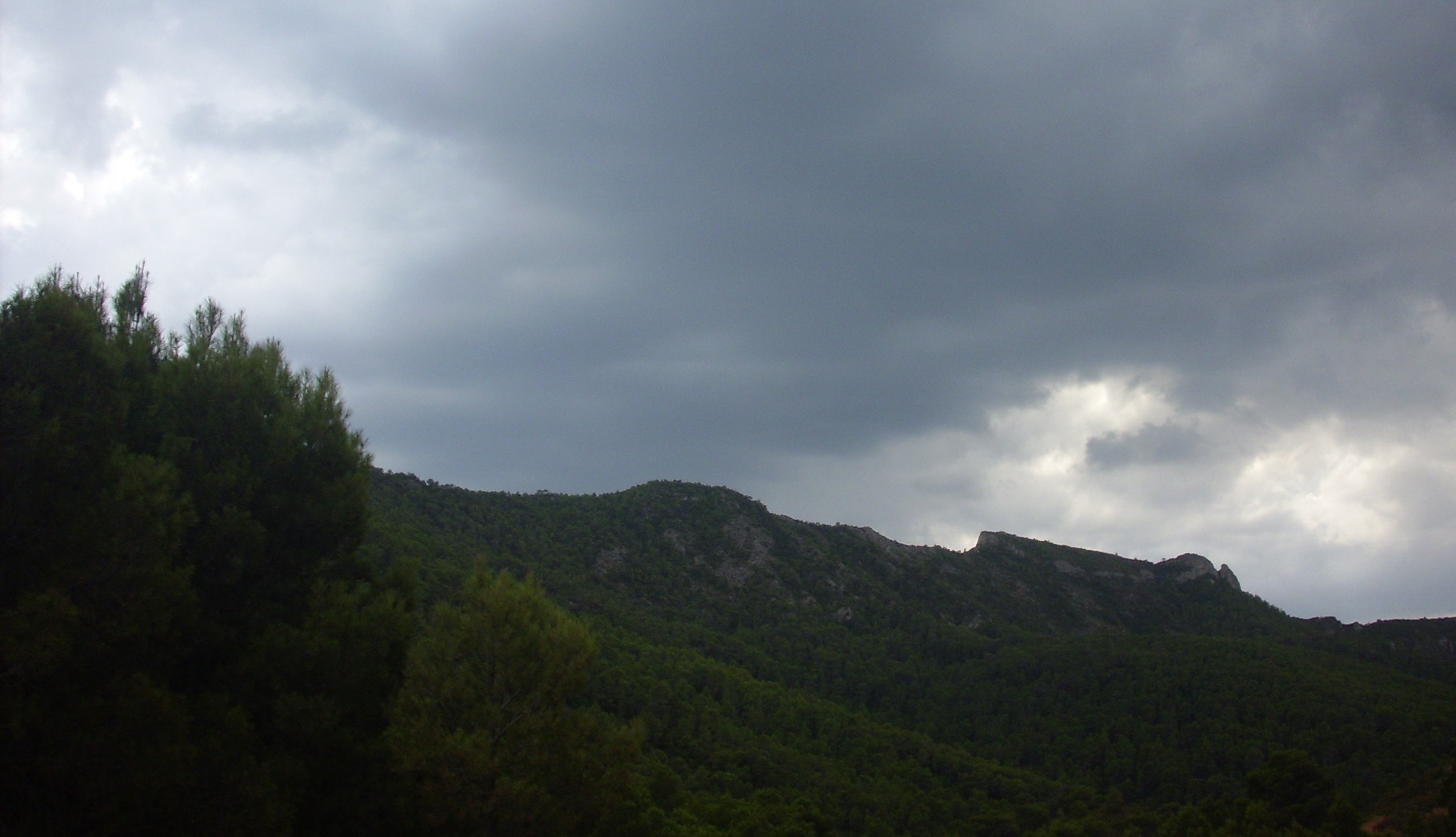
Vista del Tormo des de l'antic camí de La Figuera (El Priorat), del terme municipal de La Torre de l'Espanyol (La Ribera d'Ebre) estant.

- La Roca Roja (344,1 m.[2]) 41° 10′ 41.04″ N, 0° 37′ 4.446″ E / 41.1780667°N,0.61790167°E Cim compartit amb Garcia.
- Lo Tormo (522,9 m.[3]) 41° 10′ 44.46″ N, 0° 38′ 36.46″ E / 41.1790167°N,0.6434611°E Vèrtex geodèsic al cim referència 252136001. Cim compartit amb Garcia.
- Lo Piló (524,9 m.[3]) 41° 10′ 46.03″ N, 0° 38′ 52.53″ E / 41.1794528°N,0.6479250°E Cim compartit amb Garcia.

## La població i l'economia
El fogatjament de 1358 a la població (torredans) registrà 11 focs, pertanyents en aquell moment a la comanda hospitalera d'Ascó i el de 1378 en comptabilitzà només 8. El 1718 hi havia 253 h, que al llarg d'aquest segle i del següent augmentaren progressivament. El 1787 hi havia 375 h, que el 1860 havien augmentat fins a 1 248. El màxim demogràfic s'assolí el 1900 amb 1 527 h. A partir d'aleshores la població començà a patir una tendència decreixent que ha provocat l'envelliment progressiu de la població. El 1936 hi havia 1 269 h, 948 el 1950, 876 el 1970, 856 el 1981, 727 el 1991 i 665 el 1999. El 2002, però, el municipi experimentà un creixement demogràfic (744 h) que no ha tingut continuïtat en el temps, ja que el padró ens dona 676 habitants al 2014 i 611 habitants al 2019.
Tot i que el percentatge de dedicació exclusiva a la terra disminuí de manera notable sobretot a partir de la dècada de 1990, la Torre de l'Espanyol és encara un municipi amb forta base agrària. Aquesta disminució cal atribuir-la a l'auge de la indústria, primer, i més recentment dels serveis, principal sector d'ocupació del terme.
L'agricultura és predominantment de secà, tot i que el regadiu ocupa també una part considerable de les terres agrícoles. L'olivera, conreu hegemònic i tradicional, s'ha mantingut com el més extens, seguit de l'ametller, que ha patit una recessió. Com ha esdevingut en altres pobles de la Ribera d'Ebre, l'augment del regadiu ha propiciat l'increment del conreu d'arbres fruiters, principalment presseguers i cirerers. La vinya, que juntament amb l'olivera havia estat la base de l'economia agrària durant gran part del segle xx, pràcticament ha desaparegut.
Les activitats ramaderes són també força representatives en l'economia de la població. Destaca la cria d'aviram, recuperada després de patir una lleugera regressió durant la dècada de 1980 i la cria de bestiar porcí.
L'activitat industrial és molt reduïda. Una part de la població es desplaça a treballar a la central nuclear d'Ascó. La Cooperativa Agrícola i Caixa Agrària de la Torre de l'Espanyol, fundada al decenni de 1920, promou la comercialització dels productes agraris, principalment el vi i l'oli, amb les denominacions d'origen Tarragona i Siurana respectivament, i amb la participació en l'associació de fructicultors FARE.

### Demografia
| 1497 | 1515 | 1553 | 1787 | 1887  | 1900  | 1920  | 1950 | 1970 | 2010 | 2024 |
| 22   | 28   | 36   | 375  | 1.473 | 1.527 | 1.467 | 948  | 876  | 679  | 631  |

## Festes
La festa major se celebra per Sant Jaume el Major (25 de juliol) i es fa festa, també, per Sant Antoni Abat (17 de gener). Té tradició a la vila l'aplec de la sardana, que s'escau durant el mes d'agost.

## Patrimoni arquitectònic
En la part meridional del terme, sota la serra del Tormo, hi ha una capella dedicada a sant Antoni de Pàdua. De petites dimensions, prop seu s'alcen uns xiprers altíssims. S'hi fa un aplec el Dilluns de Pasqua que inclou un dinar de germanor.
A la font de n'Horta, situada 1 km a ponent del poble, al marge del S de la carretera, hi ha una bassa d'època romana. Gairebé quadrada (11,30 m de llargada per 10,50 d'amplada i 4 de fondària), va ser reformada el 1965 amb un revestiment de les seves parets de pedra per una capa de ciment. En fer les obres aparegueren una gran quantitat de ceràmiques, monedes antigues i objectes metàl·lics, la majoria eines agrícoles. El conjunt de ceràmiques i de monedes és molt homogeni; va des del segle I aC fins al temps de Marc Aureli, al segle ii, moment en què hom devia deixar de tirar monedes a la bassa. Malgrat que el conjunt és d'un gran interès com a document històric, només se'n conserva, a la casa del comú, la part més espectacular, ja que la resta fou llençada en el moment de les obres.

## La història
Com el seu nom indica, l'origen de la població probablement prové de l'existència d'una torre de vigilància i defensa de la ruta que comunicava Lleida i Tortosa, travessant l'Ebre, per la part d'Ascó. Aquesta torre probablement existí ja durant l'època romana, de la que precisament s'han fent unes troballes recents de monedes.
La torre es mantingué durant l'ocupació àrab, quan tot el territori es trobava sota la jurisdicció del cabdill moro que habitava el castell d'Ascó, el qual era, a més, representant del senyor del castell de Siurana (dins la taifa de Tortosa). Per documents del segle xii sabem que pertanyia a un sarraí anomenat Alboçalaz.
Encara que no hi ha notícies concretes sobre la conquesta cristiana del lloc, se sap que Ascó i les seves rodalies foren dominades pels exèrcits cristians del Comtat de Barcelona vers l'any 1148 o 1149 (segons uns pactes entre els comtes Ermengol d'Urgell i Ramon Berenguer IV de Barcelona). L'any 1175, Alfons I de Barcelona ja fa donació de l'antiga torre d'Alboçalaz al cavaller Espanyol de Prades, sembla que també senyor del Montsant i segurament en agraïment pels seus serveis en la conquesta de les muntanyes de Prades o de Siurana. En el decurs del temps i per això, el lloc començà a conèixer-se com la Torre de l'Espanyol.
El document de donació refereix que en aquell moment al lloc hi viuen i treballen uns sarraïns; i descriu el seu terme, sota la jurisdicció del castell d'Ascó, amb els mateixos límits actuals.
Pocs anys després, el 1182, el mateix comte Alfons donà el castell, vila i termes d'Ascó, entre els quals es trobava la Torre de l'Espanyol, a l'Orde del Temple.
Però notícies ja d'una comunitat cristiana constituïda i més o menys definida a la Torre no en tenim fins al 1210 quan sabem que ja pagaven un dret de barcatge al comanador d'Ascó pel dret a usar la barca per a passar el riu.
I el 1286 aquella incipient comunitat la trobem ampliada i consolidada, amb una certa organització premunicipal.
Anys després esclaten els conflictes militars que enfronten l'Orde del Temple contra els Entença, senyors dels terminis de Móra, Garcia i Tivissa veïns dels dominis templers a la ribera d'Ebre. Arran segurament d'aquests fets, com en altres casos, la Torre queda despoblada fins al 1313; per un document d'aquell any sabem que el rei Jaume II autoritza a uns veïns de Vinebre, que abans ho havien estat de la Torre, a que tornessin a la seva vila.
Mentrestant, s'ha iniciat el procés que durà a la dissolució de l'Orde del Temple, el 1307, conclòs el 1312 en el Concili de Vienne, a França. I el 1317, per disposició papal i amb l'acord del rei, els seus béns com la Comanda d'Ascó són traspassats a l'Orde de l'Hospital de Sant Joan de Jerusalem, integrant-se en la seva província de la Castellania d'Amposta.
En tot cas, en aquests moments la comunitat veïnal de la Torre es consolidada de forma definitiva, i en pocs anys se’ls reconeix el dret a tenir forn de pa propi (fins 1317 havien d'anar al forn de Vinebre); i el 1331 s'autoritza els veïns del lloc a construir la seva església i a tenir el seu cementiri (fins aquell moment devien acudir a Ascó).
I ja el 1348 trobem la Torre de l'Espanyol erigida ja en un municipi independent de Vinebre i d'Ascó, orgànicament establert amb els seus jurats i consells municipals amb els seus prohoms.
Cal destacar que són els cavallers hospitalers d'Ascó els que concedeixen a la població de la Torre de l'Espanyol un codi de costums pel que regir-se en les seves relacions jurídiques, inspirats en els Costums de la Batllia de Miravet (de 1319) i en els de la ciutat de Lleida (1228), així com i en menor part en els Usatges de Barcelona.
Durant la Guerra dels Segadors, els hospitalers donaren suport a la Generalitat de Catalunya, i les conseqüències econòmiques que es derivaren d'aquesta lluita foren desastroses per a la població.
Sobre la Guerra de Successió, no es tenen gaires notícies de la incidència que tingué a la Comanda d'Ascó, però un cop acabada la guerra, la vila quedà adscrita territorialment al Corregiment de Tarragona. Quelcom semblant ocorre quant a la guerra de Successió a la Corona de 1705-1714.
Ja en el s. XIX, vers el 1830 s'extingeix definitivament el domini que fins llavors i durant segles exercí l'orde de l'Hospital sobre la Torre de l'Espanyol; i amb l'amortització dita de Mendizàbal, de 1835, els béns que encara posseïa l'orde acaben sent confiscats i subhastats a tercers.
Per aquell temps, Josep de Montagut i de Salvador, resident a Tortosa, però d'una família arrelada a la Torre, descendent d'antics ciutadans honrats de Barcelona, i amb importants propietats a la vila i el seu terme, rep el 1833 un comtat honorífic de la reina regent Maria Cristina de Borbó després de jurar Isabel II com a reina d'Espanya. Ell demana precisament (i se li concedeix) que rebi el nom de “Torre de l'Espanyol”.. En la Guerra Civil de 1936-39 hi hagué una comunitat agrícola.

## Política

### Eleccions municipals
Llista d'alcaldes i nombre de regidors per partit
| Junts-CM                                               | -  | - | - | - | - | - | -  | - | - | - | - | 2 |
| PSC                                                    | -  | 5 | 5 | 4 | 2 | 4 | -  | 3 | 2 | - | - | - |
| PP                                                     | -  | - | - | 0 | - | - | -  | - | - | - | - | - |
| ERC                                                    | -  | - | - | 1 | 2 | - | -  | 1 | 2 | 5 | 7 | 5 |
| CiU                                                    | -  | 2 | 2 | 2 | 3 | 3 | 3  | 3 | 3 | 2 | - | - |
| PSUC                                                   | 3  | - | - | - | - | - | -  | - | - | - | - | - |
| Altres                                                 | 4a | - | - | - | - | - | 4b | - | - | - | - | - |
| Total                                                  | 7  | 7 | 7 | 7 | 7 | 7 | 7  | 7 | 7 | 7 | 7 | 7 |
| a Agrupació de veïns; b Progrés Municipal per la Torre |    |   |   |   |   |   |    |   |   |   |   |   |